# 서천 구병희가옥
서천 구병희가옥(舒川 丘秉喜家屋)은 대한민국 충청남도 서천군 시초면 신곡리에 있는 일제강점기의 가옥이다. 2019년 1월 30일 문화재 지정예고를 거쳐, 2019년 8월 20일 충청남도의 문화재자료 제424호로 지정되었다.

## 지정 사유
구병희(丘秉喜)가옥은 안채 상량문의 1918년 기록(開國四千二百五十一年戊午二月二十四日辰時開基 二十六日 巳時定礎 二十七日 申時 立柱上梁 丙戌生 戊坐成造運辰向)과 사랑채 대청마루 상량문의 1933년 기록 (檀祖開國四千二百六十六年 癸酉四月十日卯時開基 同月十三日定礎同月十七日立柱 同月十九己巳上梁 丑坐未向丙戌生生成造運)으로 일제강점기의 건립연대를 확실히 밝혀주고 있는 사료적 가치가 높은 건물이다.
그리고 안채와 사랑채 건물의 뼈대를 구성하는 가구(架構)는 일반민가에서 흔히 사용되지 않는 7양가(樑架) 구조를 보이고 있고 사랑채 건물에 사용된 부재의 치수와 안채의 평면규모(東軒의 內衙 部材)는 동헌 건물을 이건(移建)하였다는 구전(口傳)과의 관계를 규명해 볼 수 있으며, 사랑채에 사용된 창호는 전통적인 세살문과 유리문이 혼용되어 일제강점기의 시대적 배경을 알 수 있는 점 등을 고려할 때 사료적 가치가 높아 충청남도 문화재자료로 보존 ․ 관리하고자 지정 고시한다.